# Ворончанский сельсовет
Ворончанский сельсовет — упразднённая административная единица на территории Кореличского района Гродненской области Белоруссии.

## История
В 2017 году был объединён с Райцевским сельсоветом.

## Состав
Ворончанский сельсовет включал 13 населённых пунктов:
- Белые Луги — деревня.
- Воронча — агрогородок.
- Горбатовичи — деревня.
- Куневичи — деревня.
- Литаровщина — деревня.
- Минаки — деревня.
- Подгайна — деревня.
- Ровины — деревня.
- Романы — деревня.
- Соленики — деревня.
- Тиневичи — деревня.
- Трасейки — деревня.
- Трудново — деревня.